# 北京大学附属中学
北京大学附属中学（英语：The Affiliated High School of Peking University，缩写：PKUS），简称北大附中，创立于1960年，是位于北京市海淀区的一所中学，北京市高中示范校，隶属于北京大学。北京大学附属中学在2016年中国内地高中美国留学排行榜上位居第十二。 
北大附中与中国人民大学附属中学、清华大学附属中学、北京101中学、北京市十一学校和首都师范大学附属中学合称"海淀六小强"。

## 历史
北大附中是由时任北京大学校长的陆平于1960年在北京市104中学的基础上建立起来的。
1951年，政府为了提高工农分子的知识文化水平，中华人民共和国政务院提议在清华大学开办了清华大学附设工农速成中学，1957年，工农速中完成了其历史使命被改制为北京市104中学，这是今天北大附中的前身。
1960年，按照北大校长陆平的四级火箭（小学-中学-大学-研究生院）培养体系思路，由北京大学牵头将北京市104中学改为北大附中，作为四级火箭的第二级。北大附中的首任校长由当时任北京大学教务长的尹企卓担任，并从北京大学各个院系抽调了43名青年教师补充了附中的教师队伍。
文化大革命爆发后，北大附中因其特殊的政治地位，又成为政治风暴的中心，受到迷惑和鼓动的青年学生爆发出野蛮的力量，在这里和临近的清华附中成立了全中国最早的数个红卫兵组织，有报道指出，文革中“老子英雄儿好汉，老子反动儿混蛋”的血统论口号也是源出于北大附中，（一说该口号起于北京外国语大學，由北大附中红卫兵领袖彭小蒙在全国叫响）在文革期间的北大附中校园甚至还出现了红卫兵殴人致死的恶劣事件。
文革后教育系统恢复正常，北大附中成为北京市重点中学，又成为北京市基础教育示范高中。
2021年，《我在北大附中的一天》的视频登上新浪微博热搜，视频内容为北大附中的高中生八点上课、课程自选、课后开设击剑、话剧等特长活动、轻松的素质教育，引发了网络及社会关于教育资源及社会资源分配不均问题的讨论。

## 校园

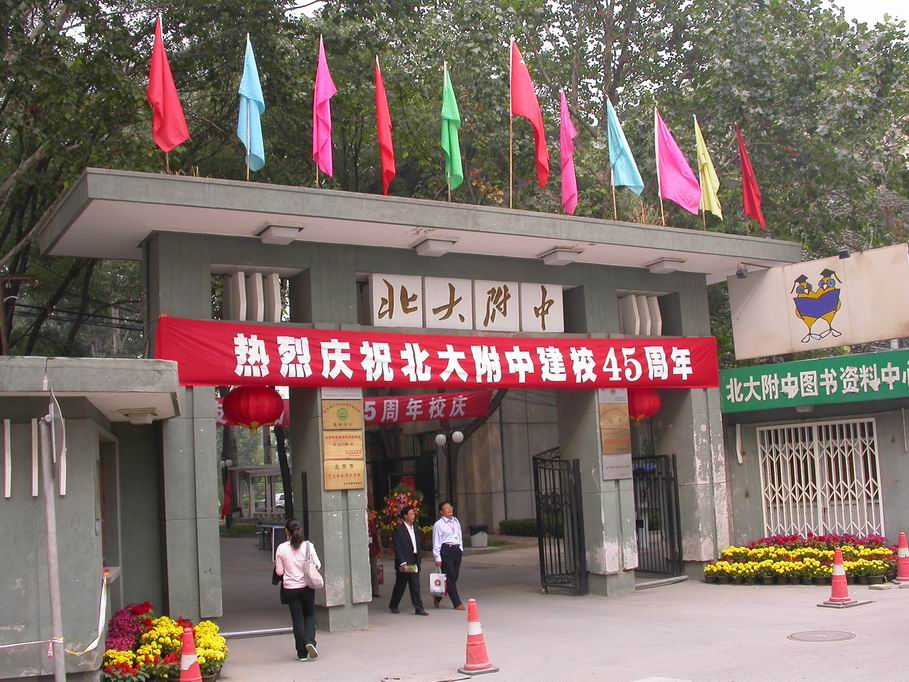
北大附中老校门，现已拆除。复制品立于西楼北侧。

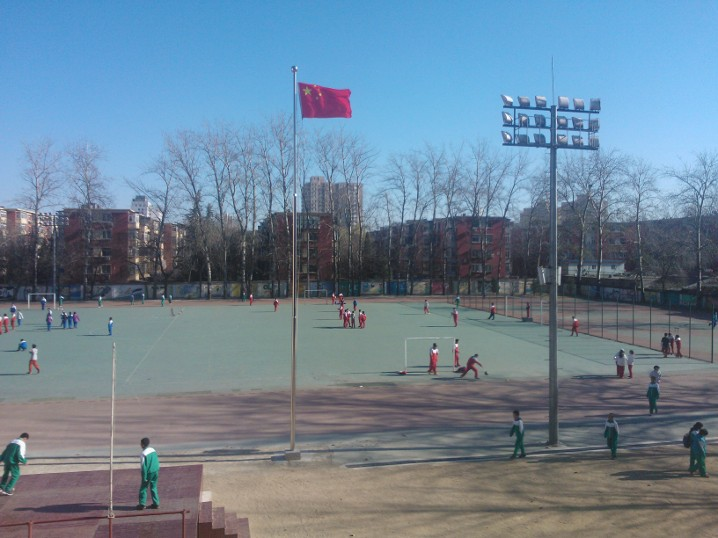
午休的时候的操场

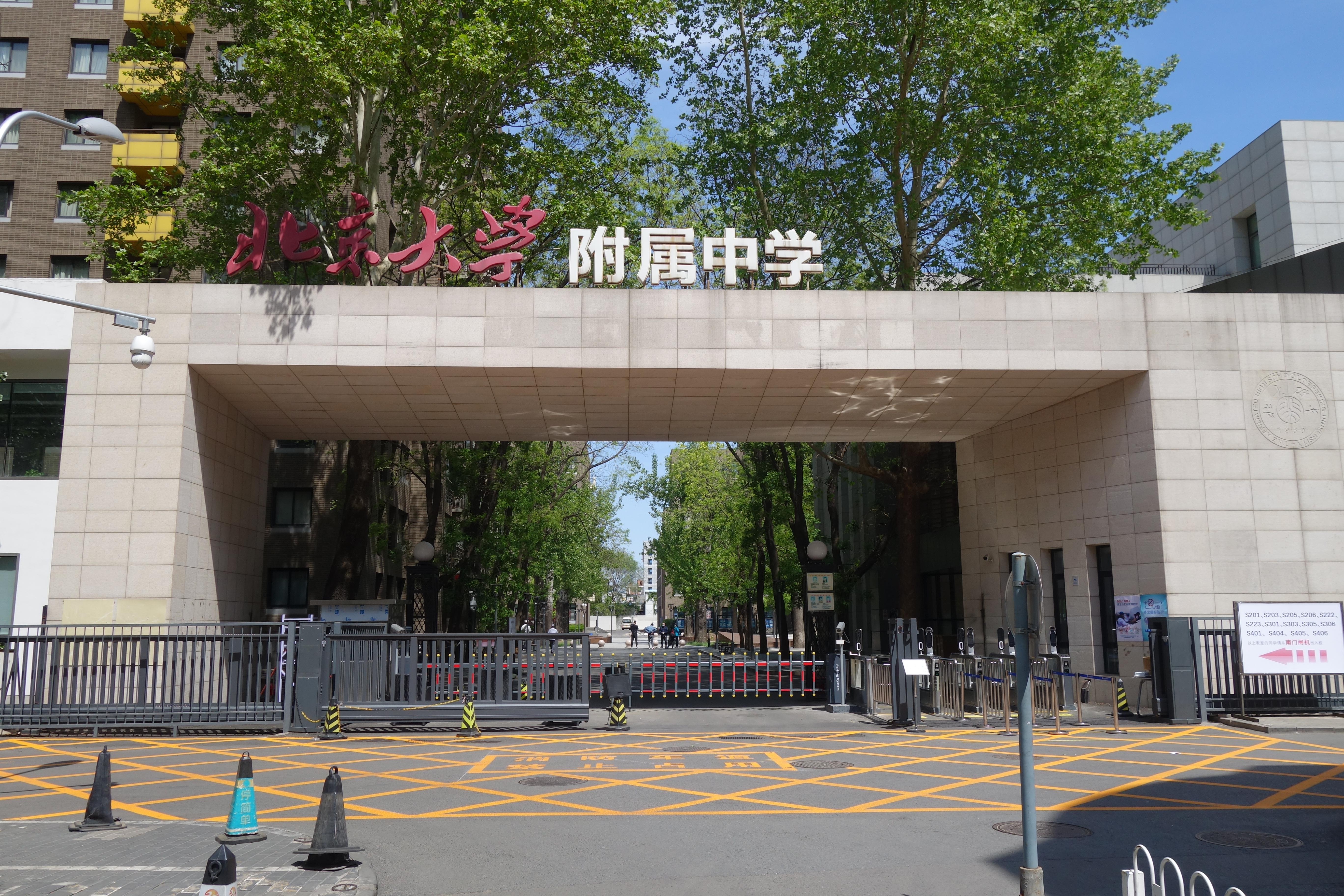
北大附中南门

现在北大附中位于北京市海淀区的核心区，紧邻海淀剧院、北京大学、中国人民大学、中国科学院等教育、文化、科研机构，学校占地面积75亩，建筑面积4万平方米。
北大附中将教学楼分成了2部分：初中部和高中部，两栋楼相对，一个在东，一个在西。因此北大附中初中部又称为「东楼」，高中部成为「西楼」。高中部东北侧3层和4层建築物是图书馆。3层图书馆叫做「未名厅」，4层图书馆叫做「博雅厅」。 初中楼也是北达资源中学学生上课的地方。另外，北大附中还有2个篮球场，1个有羽毛球场地和乒乓球场的体育馆，和一个有300米跑道并且中间是足球场的操场。校园的4层的食堂在学校的西南方向。 
北大附中初中校服的颜色分别是红-蓝-绿。每一届穿一个颜色的校服。差着3个年级的学生校服一样，也就是说初三的学生永远和高三的学生穿一样的校服。比如13屆红色，14屆蓝色，15屆绿色。 
2000年以来先后建筑了新教学楼、教学南楼、教学北楼、学生宿舍、食堂、塑胶操场、新体育馆等教学设施，设有闭路电视系统、计算机系统、多媒体辅助教学一体化校园网络。2012年暑假期间校园又进行了重修，将初中部东侧切掉了2个教室的部分。并且在初中部2层和4层的东部增加了2个走廊，连接初中部楼的北侧和南侧。

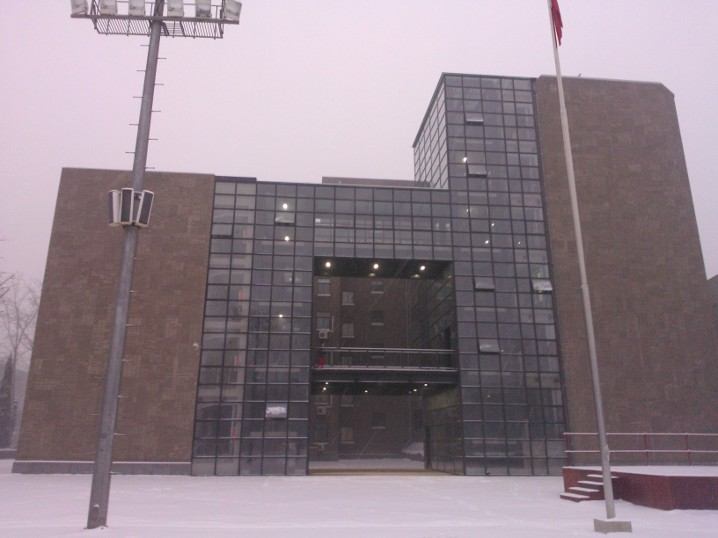
新装修后的东楼

2013年开始修建新体育馆和教学北楼。

## 对外交流
目前北大附中与台灣的建國中學、北一女中、中山女高、復興實中，日本早稻田大学本庄高等学院、济济黉高中、清风学园，美国康科德中学、希德威尔中学、吉墨斯河谷中学，法国德比西中学，澳大利亚凯礼中学、加拿大勒库姆中学及新加坡南洋女子中学等学校建立友好关系，定期举办师生互访等交流活动。

## 分校
- 北大附中石景山学校（原八大处中学）
- 北京大学附属中学莆田学校[8]
- 北京大学附属中学深圳学校

## 历任校长
| 姓名   | 就任时间  |
| ------ | --------- |
| 尹企卓 | 1960–1966 |
| 孟广平 | 1971–1980 |
| 夏学之 | 1980–1984 |
| 陈剑刚 | 1984–1985 |
| 夏学之 | 1985–1992 |
| 毛美华 | 1992–1997 |
| 赵钰琳 | 1997–2001 |
| 康健   | 2001–2009 |
| 王铮   | 2009–2021 |
| 马玉国 | 2022-     |

## 知名校友
- 翁立强60届
- 刘韵洁63届
- 彭小蒙66届
- 黄帅79届
- 王缉思67届
- 牛红光67届
- 徐冰74届
- 冯贝叶65届
- 陈向群75届
- 康健68届
- 张思明75届
- 毛新宇88届
- 汪延90届
- 陈晓楠91届
- 尹航95届
- 张梓琳02届